# جيريمي بروكي
جيريمي بروكي (بالإنجليزية: Jeremy Brockie)‏، من مواليد 7 أكتوبر 1987، لاعب كرة قدم نيوزلندي.
يلعب مع نادي نورث كوينزلاند فوري.
بدأ باللعب مع منتخب نيوزلندا لكرة القدم في 2006.

## روابط خارجية
- جيريمي بروكي على موقع الاتحاد الدولي (مؤرشف)  (الإنجليزية)
- جيريمي بروكي على موقع الدوري الأمريكي (الإنجليزية)
- جيريمي بروكي على موقع قاعدة بيانات كرة القدم.إي يو (الإنجليزية)
- جيريمي بروكي على موقع ناشيونال فوتبول تيمز (الإنجليزية)
- جيريمي بروكي على موقع Soccerway.com (الإنجليزية)
- جيريمي بروكي على موقع عالم كرة القدم.نت (الإنجليزية)
- جيريمي بروكي على موقع كووورة
- جيريمي بروكي على موقع أوليمبيديا (الإنجليزية)
- جيريمي بروكي على موقع اللجنة الأولمبية النيوزيلندية (الإنجليزية)